# تاريخ شفوي

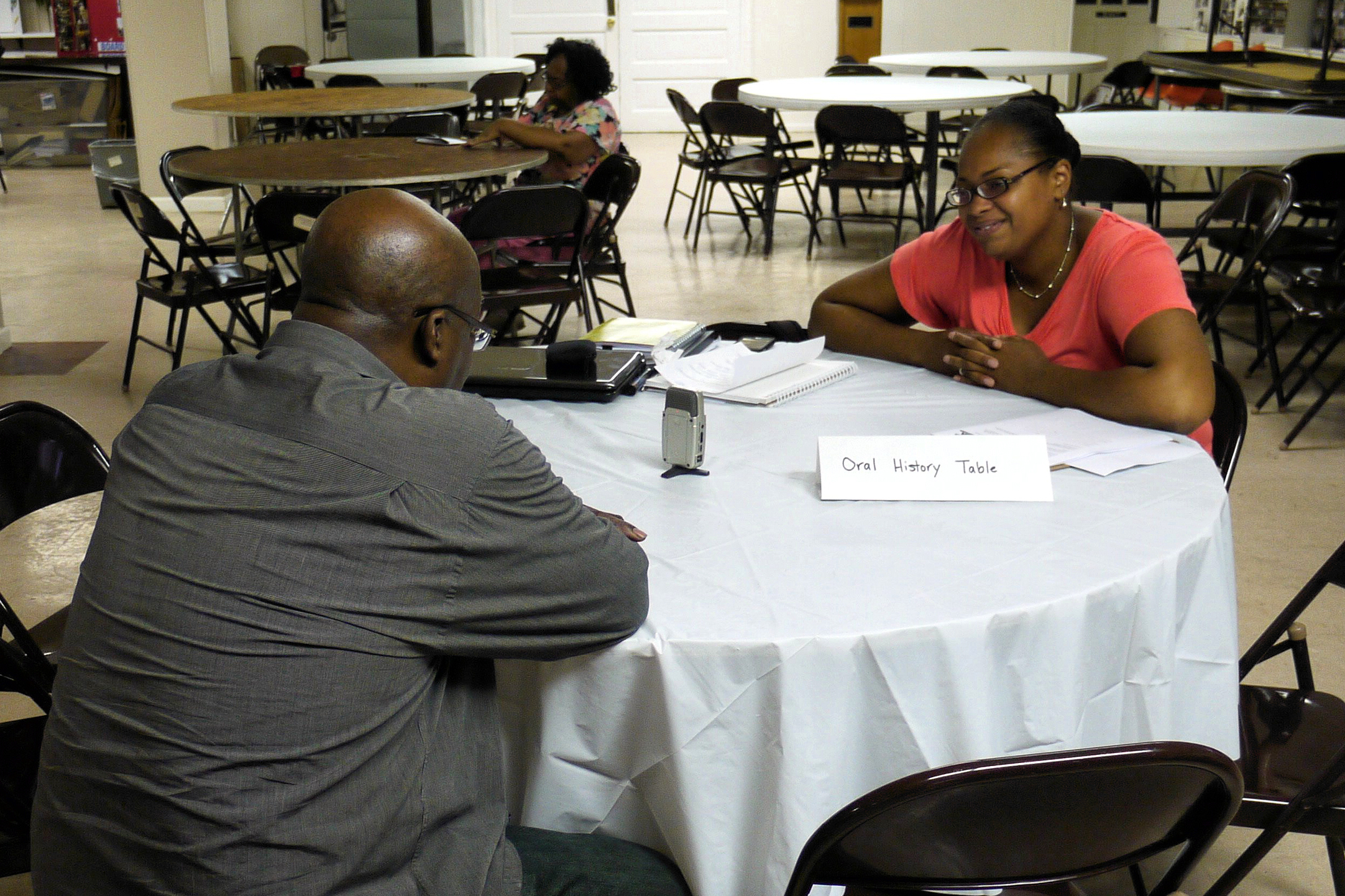

التاريخ الشفوي (بالإنجليزية: Oral History)‏، هو جمع ودراسة الأحداث الهامة والمعلومات التاريخية عن الأفراد والأسر، أو الحياة اليومية باستخدام التسجيلات الصوتية أو الفيديو وكذلك محاضر المقابلات.
هذه المقابلات هي تلك الناس الذين شاركوا في الأحداث الماضية أو شُهِدَ عليهم الذكريات والتصورات يجب الاحتفاظ بها من قبل مسجل الصوت من أجل أجيال المستقبل.
التاريخ الشفوي يَسْعَى إلى الحصول على المعلومات من وجهات النظر المختلفة، أكثر من التي يمكن العثور عليها في المصادر المكتوبة. التاريخ الشفوي يشير أيضا إلى المعلومات التي تم جمعها بواسطة الأسلوب إلى عمل مكتوب (منشور أو غير منشور) استناداً إلى هذه البيانات، غالباً ما تكون محفوظة في الأرشيف والمكتبات الكبيرة.

## النشأة
يرجع الفضل للصحفي آلان نيفينز في تأسيس أول أرشيفات للتاريخ الشفوي الحديث في جامعة كولومبيا عام 1948. أدرك نيفينز دور التكنولوجيا في تغيير التوثيق التاريخي، وسعى إلى التقاط السرديات المباشرة للأفراد الذين لعبوا أدوارًا مهمة في التاريخ الحديث. ساعدت جهوده في جامعة كولومبيا في تشكيل مصطلح “التاريخ الشفوي” ومنحه الشرعية المؤسسية. وبحلول ستينيات القرن العشرين، أصبح المصطلح شائعًا، رغم تشكل مقاومة وتشكيك من جانب أولئك الذين اعتبروا المصادر الشفوية غير موثوقة أو تفتقر إلى الموضوعية.

## المنهجية
تُعرَّف المقابلة التاريخية الشفوية الجيدة بالالتزام بالمبادئ الأخلاقية والدقة المنهجية والالتزام بالتقاط السرديات الأصيلة والعميقة. وفيما يلي العناصر الأساسية التي تميز المقابلة التاريخية الشفوية عالية الجودة:

### 1. الأساس الأخلاقية
في قلب المقابلة التاريخية الشفوية الجيدة يكمن أساس أخلاقي قوي. وهذا يشمل: احترام الراوي، الموافقة المستنيرة؛ أي إعلام الرواة بشكل كامل بغرض المشروع ونطاقه والاستخدامات المحتملة للمقابلة، ويقدمون موافقة صريحة للمشاركة. وهذا يشمل التواصل الواضح حول ملكية حقوق النشر وأي قيود على استخدام المقابلة، وأخيراً السرية والخصوصية.

### 2. الدقة المنهجية
تعتمد مقابلة التاريخ الشفوي الجيدة تعتمد على منهجية والدقة، مكونة من:
- البحث والإعداد الشاملان
- مخطط المقابلة المنظمة
- يستخدم المحاورون أسئلة مفتوحة تشجع الرواة على مشاركة تجاربهم ووجهات نظرهم بالتفصيل، وتجنب الأسئلة الموجهة التي قد تؤثر على ردودهم.
- يستمع المحاورون المهرة باهتمام ويطرحون أسئلة متابعة استقصائية لتوضيح المعلومات واستكشاف التناقضات واستنباط رؤى أعمق. تتعمق هذه الأسئلة في أفكار الراوي ومشاعره ودوافعه وتفسيراته للأحداث.
- يوثق المحاورون بدقة سياق المقابلة، بما في ذلك التاريخ والوقت والمكان والمشاركين وأي معلومات خلفية ذات صلة.

### 3. الجودة الفنية
يعد ضمان التسجيلات عالية الجودة أمرًا بالغ الأهمية للحفاظ على المقابلة والوصول إليها، لذلك من الضروري استخدام معدات التسجيل الصوتي أو المرئي الاحترافية أمرًا ضروريًا لالتقاط تسجيلات واضحة ودقيقة. ويشمل ذلك استخدام الميكروفونات الخارجية والكابلات عالية الجودة وسماعات الرأس لمراقبة الصوت.

### 4. التركيز على الذاتية والذاكرة
يسعى المحاورون إلى فهم وجهة نظر الراوي الفريدة، مع إدراك أن الذاكرة ذاتية وتتشكل من خلال التجارب والتفسيرات الفردية، كما يشجع المحاورون الرواة على مشاركة أفكارهم ومشاعرهم وعواطفهم، مما يضيف ثراءً وعمقًا إلى السرد التاريخي.

### 5. النهج التعاوني
المقابلة التاريخية الشفوية الجيدة هي جهد تعاوني بين المحاور والراوي، ويتم التعرف بالمقابلة كمنتج مشترك، حيث يساهم كل من المحاور والراوي في إنشائها ومعناها.

### 6. الحفظ وإمكانية الوصول
يتم الحفاظ على المقابلة التاريخية الشفوية الجيدة وإتاحتها للاستخدام في المستقبل،و تتم معالجة المقابلات بعناية، بما في ذلك وضع العلامات والتنظيم والنسخ (اختياري)، وإيداعها في أرشيف مناسب للحفظ والوصول على المدى الطويل.